# Kangien

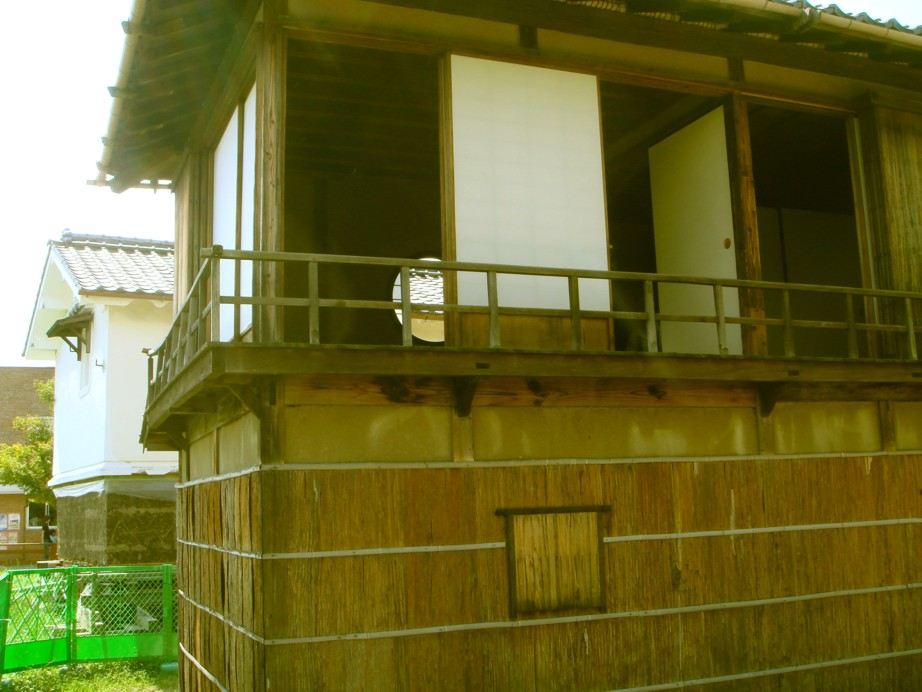
„Turm des weitgespannten Denkens“ (Enshirō)

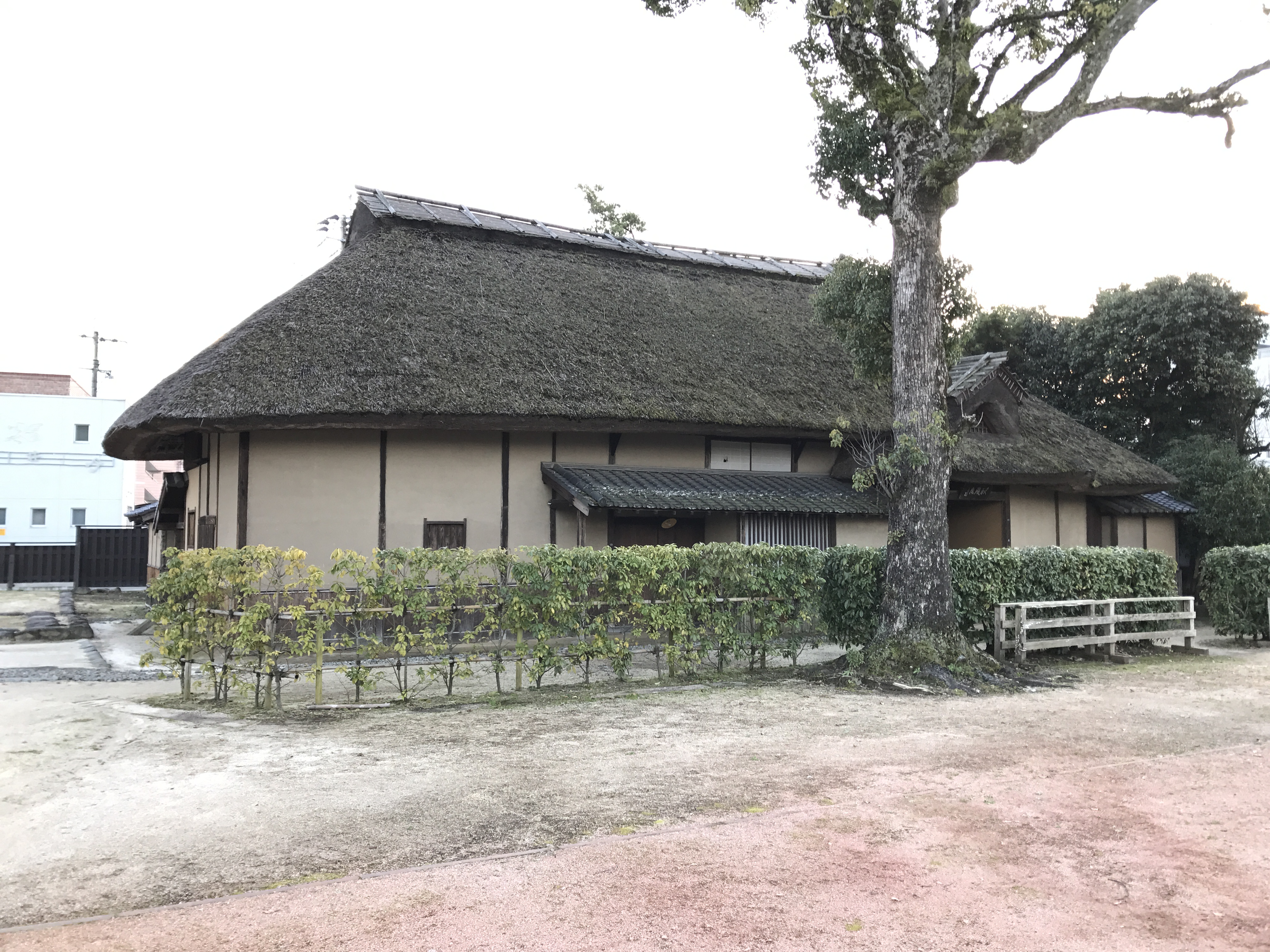
„Herbstwind-Haus“ (Shūfūan)

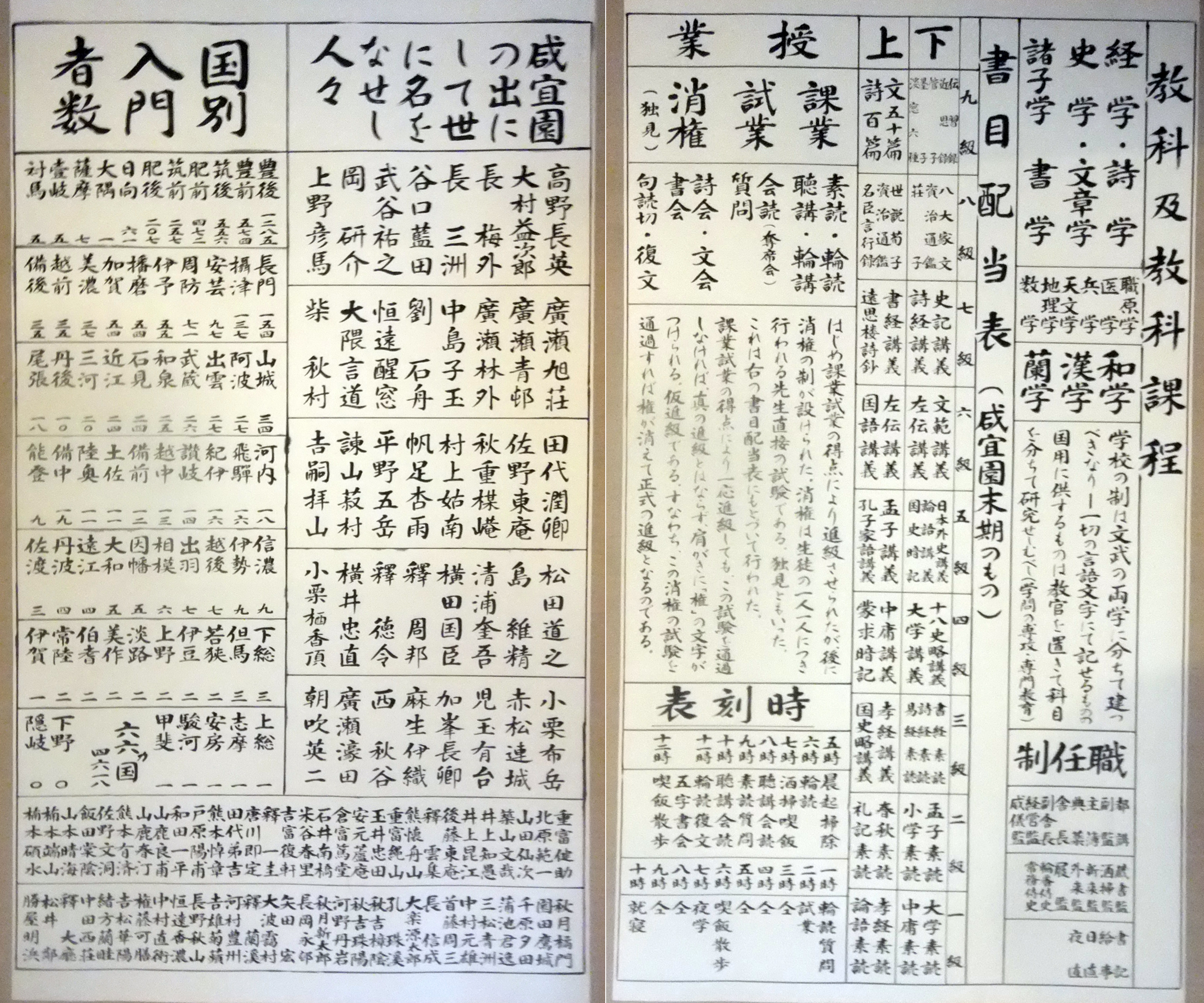
Lehrfächer, Lehrmittel, Lehrplan, Tagesablauf, Herkunft der Schüler und berühmte Absolventen der Kangien Akademie (Hängerollen des Kangien Education and Research Center, Hita)

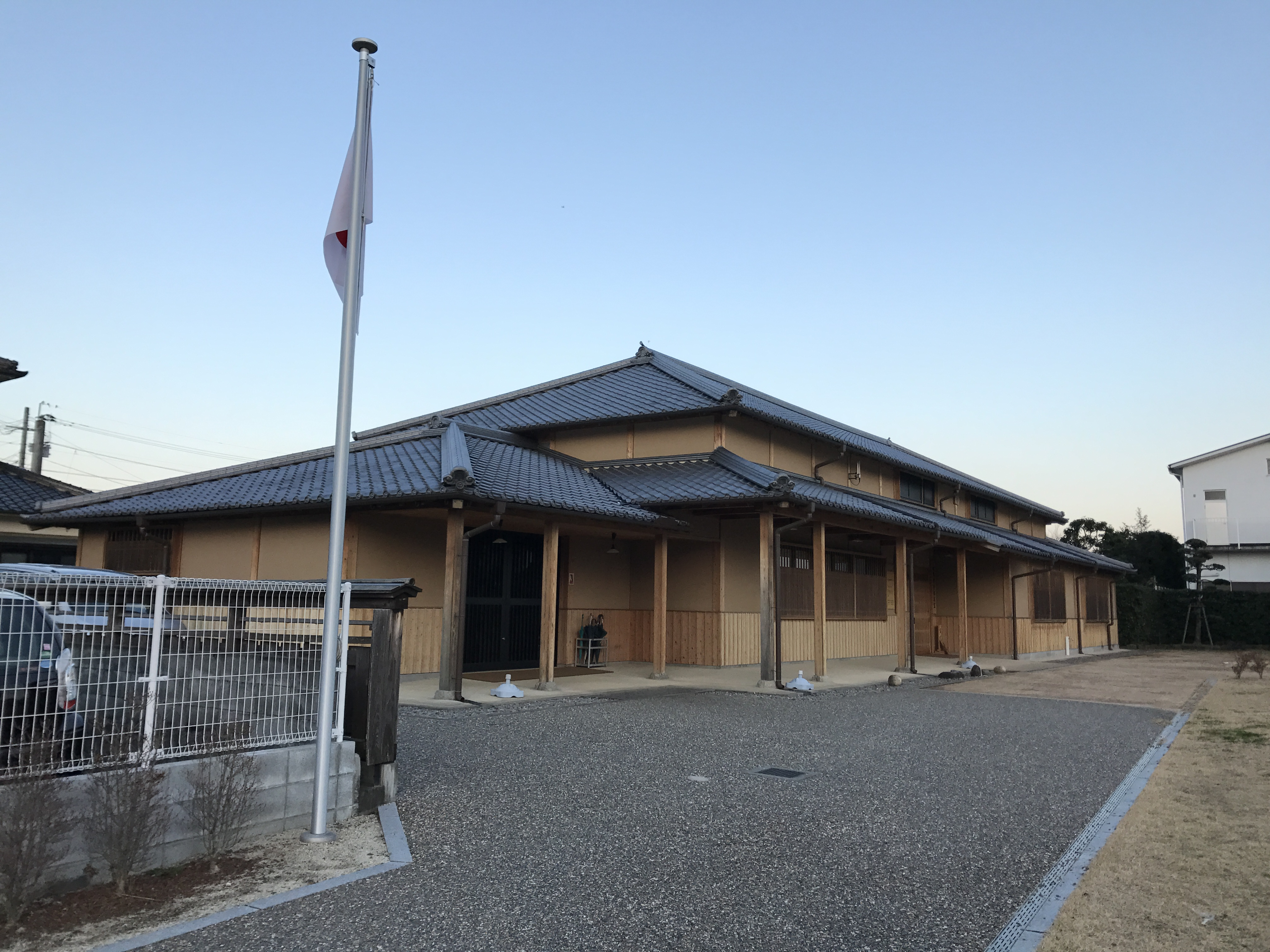
Kangien Education and Research Center

Kangien (jap. 咸宜園) war eine private japanische Akademie (shijuku) im Landbezirk Hita auf der Insel Kyushu, aus der einflussreiche Persönlichkeiten des 19. Jahrhunderts hervorgingen.

## Gründung
Im Unterschied zu den Konfuzianern in China, die nach rigorosen Prüfungen in höchste Staatsämter aufstiegen, blieben die Konfuzianer in Japan auf untergeordnete Rollen als Berater, Lehrer, Gelehrte verwiesen. Dies gab ihnen aber mehr Freiheit in der Interpretation und Entwicklung der aus China übermittelten Lehren. Die Gründung der Akademie Kangien in dem direkt der Tokugawa-Regierung unterstellten Bezirk um Hita geht auf den Neo-Konfuzianer Hirose Tansō (1782–1856) zurück. Wegen seiner schwachen Konstitution überließ der als Sohn einer wohlhabenden Kaufmannsfamilie mit einer umfangreichen Bildung gesegnete Tansō nach vielerlei Erkrankungen die Geschäfte seinem Bruder Kyūbē (久兵衛, 1790–1871) und machte sich fortan als einer der „Drei Weisen der Provinz Bungo“ einen Namen. In seinem Denken spielte das Akkumulieren guter Taten eine entscheidende Rolle. Dies würde durch den Himmel vergolten.
1805 begann er in einem Gebäude des Chōfuku-Tempels in Mameda-machi einen privaten Lehrbetrieb, den er zwei Jahre später an anderer Stelle zur Keirin-Akademie (Keirin-en, 桂林園) ausbaute. 1817 wurde diese schließlich ins Dorf Hotta verlegt. Hier erhielt sie in Anlehnung an einen Vers aus dem chinesischen Buch der Lieder (Shījīng) den Namen Kangi-en, etwa so viel wie „Garten/Akademie für Alle(s)“. Abgesehen von einer viermonatigen Schließung nach Hiroses Tod hielt sich diese bedeutsamste Erziehungseinrichtung der Insel Kyushu bis zum Ende des 19. Jahrhunderts. Zwischenzeitlich wurde sie auch von Hirose Tansōs jüngerem Bruder Hirose Gyokusō geführt.

## Betrieb
In vielen Privatschulen wurde die Rangordnung unter den Schülern durch das Senioritätsprinzip sowie den sozialen Stand geregelt. Die Akademie in Hita stand, wie ihr Name signalisiert, jedermann ungeachtet seiner Herkunft, seines Standes und Alters offen. Gelegentlich absolvierten auch junge Frauen hier eine Ausbildung. Einer der herausragenden Schüler, der spätere Gründer der Medizin-Schule in Fukuoka Takeya Yūshi, hinterließ eine detaillierte Beschreibung des Alltags. Als Konfuzianer und Schöpfer chinesischer Gedichte legte Hirose großen Wert auf die traditionellen „Vier Bücher und Fünf Klassiker“ (四書五経, Shisho gogyō), gab aber auch Unterricht in Mathematik, Astronomie, Medizin, Geographie, Kriegskunst und anderen Disziplinen. Die Aufnahme der Aspiranten wurde großzügig gehandhabt, doch herrschte ein strenges Leistungsprinzip und ein vollgepackter Tagesablauf. Einmal im Monat führte man Prüfungen durch, anhand derer man die Rangstufen der Schüler erneut festlegte (月旦評, gettan-hyō). Der Unterrichtsstoff wurde auf diese neun Rangstufen eingestellt. Zur Vorbereitung auf ihr späteres Leben wurden viele Aufgaben des täglichen Betriebs von den Schülern im Rahmen eines Aufgabensystems (職任制, Shokuninsei) eigenverantwortlich wahrgenommen.
Das Register der Akademie enthält 4600 Namen. Zusammen mit weiteren Namen, die im Tagebuch von Hirose Tansō überliefert sind, kommt man für die 92-jährige Geschichte der Akademie auf über 5000 Absolventen. Eine beachtliche Zahl unter diesen wurde als Konfuzianer, Dichter, Holland-Kundler, Mönche, Ärzte, Politiker, Erzieher bekannt: Takano Chōei, Chō Sanshū, Oka Kenkai, Ōmura Masujirō, Ueno Hikoma, Matsuda Michiyuki, Ōkuma Kotomichi, Hoashi Kyōu, Yokota Kuniomi, Kiyoura Keigo, Kawamura Hōshū, Akizuki Shintarō, Sasaki Gesshō; Takeya Yūshi u. a. m.
Die ausgefeilten Lehrpläne ermöglichten es interessierten Schüler, später eigene Schulen nach diesem Vorbild aufzubauen. Mit der Standardisierung der Erziehung durch den Aufbau eines dem neuen Erziehungsministerium unterstellten landesweiten Schulwesens sowie der von den neuen Hochschulen und Universitäten durchgeführten Aufnahmeprüfungen verloren die traditionellen Akademien in der Meiji-Zeit nach und nach an Attraktivität. 1897 stellte man nach über 90 Jahren auch in Hiroses Akademie den Lehrbetrieb ein.

## Leiter der Akademie
- Hirose Tansō (廣瀬 淡窓): 1805–1830
- Hirose Gyokusō (廣瀬 旭荘): 1830–1855
- Hirose Seison (廣瀬 青邨): 1855–1863
- Hirose Ringai (廣瀬 林外): 1863–1871
- Karakawa Sokutei (唐川 即定): 1871–1874
- Sonoda Yōjō (園田 鷹城): 1879–1880
- Murakami Konan (村上 姑南): 1880–1885
- Hirose Gōden (廣瀬 濠田): 1886–1888
- Isayama Shukuson (諫山 菽村): 1888–1892
- Katsuya Meihin (勝屋 明浜): 1896–1897

## Gebäude
Das „Herbstwind-Haus“ (Shūfūan) hat die Zeiten bis heute überdauert, ebenso der „Turm des weitgespannten Denkens“ (Enshirō). Die anderen Gebäude (Kōhanrō, Nishijuku, Minamijuku usw.) verschwanden zum Teil bereits im 19. Jahrhundert. Im Jahre 1932 erklärte man die Anlage zur nationalen historischen Stätte. 2015 wurde sie zusammen mit anderen frühmodernen Erziehungseinrichtungen zum „Erbe Japans“ (Nihon Isan, Japan Heritage) erklärt. Ein kleines Kangien Education and Research Center zeigt Materialien zur Geschichte der Anlage und den involvierten Personen.